# Archiacina
Genre
Archiacina est un genre éteint de foraminifères de la famille des Peneroplidae et de l'ordre des Miliolida. 

## Liste d'espèces
Selon World Register of Marine Species (3 août 2019) :
- Archiacina armorica (d'Archiac, 1868) †
- Archiacina meunieri Schlumberger, 1883 †
- Archiacina verworni Rhumbler, 1911 †

## Étymologie
Le nom du genre Archiacina a été choisi en l'honneur d'Adolphe d'Archiac (1802-1868), géologue et paléontologue français.